# Gerd Lüer
Gerd Lüer (* 4. April 1938 in Egestorf) ist ein deutscher Psychologe und seit 2006  emeritierter Professor der der Georg-August-Universität Göttingen.

## Leben
Er begann sein Studium der Psychologie an der Universität Hamburg. 1961 legte er hier die Diplom-Vorprüfung und 1963 die Diplomprüfung für Studierende der Psychologie ab. Von 1964 bis 1965 wurde er Forschungsassistent bei Curt Bondy und arbeitete mit in einem DFG-Projekt über die Entwicklung eines diagnostischen Instrumentes zur Erfassung geistiger Leistungen bei minderbegabten Kindern. 1965 wurde er Assistent am Institut für Psychologie der Christian-Albrechts-Universität zu Kiel bei Werner Traxel. 1966 promovierte er in Kiel zum Dr. rer. nat. an der Mathematisch-Naturwissenschaftlichen Fakultät (Dissertationsthema: Multivariate Analysen des Testverhaltens familiär schwachsinniger, exogen schwachsinniger und mongoloider Kinder). 1972 erfolgte die Habilitation an der Universität Kiel (Habilitationsschrift: Gesetzmäßige Denkabläufe beim Problemlösen) und die Verleihung der venia legendi für Psychologie. Im Wintersemester 1972/73 vertrat er den Lehrstuhl von Gustav A. Lienert an der Universität Düsseldorf. 1973 wurde er zum Professor an der Universität Kiel ernannt. 1973 nahm er einen Ruf als Wissenschaftlicher Rat und Professor an die RWTH Aachen an. 1974 wechselte er auf einen Lehrstuhl für Psychologie an der Universität Düsseldorf und 1978 wieder an die RWTH Aachen. 1982 wurde er Universitäts-Professor für Psychologie an der Georg-August-Universität Göttingen und leitete hier die Abteilung für Kognitions- und Arbeitspsychologie. 2006 erfolgte seine Emeritierung.

## Werk
In seinen Forschungsarbeiten, die oftmals von der  Deutschen Forschungsgemeinschaft gefördert wurden, beschäftigte er sich mit der Psychologie des Denkens und Problemlösens, mit Wissensrepräsentation und Wissenspsychologie, dem Arbeitsgedächtnis, dem ikonischen Gedächtnis oder mit neuropsychologischen Untersuchungen über Aphasie, der menschlichen Raumwahrnehmung bzw. von Informationsaufnahmeprozessen durch Blickbewegungsmessungen. Darüber hinaus galt sein Interesse wissenschaftshistorischen Untersuchungen.

## Ehrungen/Positionen
- 2008: Verleihung der Ehrendoktorwürde der Friedrich-Schiller-Universität Jena
- 2006: Ehrenmitglied der Deutschen Gesellschaft für Psychologie e. V.[1]
- 2002: Verleihung des Titels „Honor Guest Professor“ durch die Chinesische Akademie der Wissenschaften, Peking
- 1999–2005: Vizepräsident der Georg-August-Universität Göttingen
- 1999–2003: Vorsitzender der Wilhelm-Wundt-Gesellschaft Heidelberg[2]
- 1996: Verleihung des Titels „Advisory Professor“ durch die East China Normal University in Shanghai
- 1993: Mitglied der Akademie der Wissenschaften zu Göttingen, Mathematisch-Physikalische Klasse
- 1992: Mitglied der Academia Europaea, London[3]
- 1990–1992: Vizepräsident der Deutschen Gesellschaft für Psychologie e.V.
- 1988–1990: Präsident der Deutschen Gesellschaft für Psychologie e.V.
- 1990: Präsident der Föderation Deutscher Psychologenvereinigungen
- 1988–1989: Dekan des Fachbereiches Biologie der Georg-August-Universität Göttingen

## Publikationen (Auswahl)
Monografien
- Mit Nuria Vath; Marcus Hasselhorn: Multimedia-Produkte für das Internet: Psychologische Gestaltungsgrundlagen. De Gruyter, Berlin 2016, ISBN 978-3-486-25747-2.
- Die Gründung einer wissenschaftlichen Gesellschaft und die von der Politik auferlegten Restriktionen. Verlag Walter de Gruyter, Berlin 2014.
- Mit Wolfgang Schönpflug: Psychologie in der Deutschen Demokratischen Republik: Wissenschaft zwischen Ideologie und Pragmatismus: der XXII. Internationale Kongreß für Psychologie 1980 in Leipzig, seine Vorgeschichte und Nachwirkungen. VS-Verlag, Wiesbaden 2011, ISBN 978-3-531-17967-4.
- Gesetzmäßige Denkabläufe beim Problemlösen: Ein empirischer Beitrag für eine psychologische Theorie der Entwicklung des Denkens. Beltz, Weinheim 1973, ISBN 978-3-407-54500-8 (zugleich Habil.-Schrift der Universität Kiel, 1972).

Herausgeberschaften
- Mit Rainer Kluwe; Frank Rösler: Principles of Learning and Memory. Birkhäuser Verlag, Basel 2003, ISBN 978-3-0348-9411-1.
- Mit Norbert Elsner: Das Gehirn und sein Geist. Wallstein Verlag, Göttingen 2000, ISBN 978-3-89244-421-3.
- Mit Horst Kern: Tradition – Autonomie – Innovation: Göttinger Debatten zu universitären Standortbestimmungen. Wallstein-Verlag, Göttingen 2013, ISBN 978-3-8353-1224-1.
- Mit Norbert Elsner: „... sind eben alles Menschen“: Verhalten zwischen Zwang, Freiheit und Verantwortung. Wallstein-Verlag, Göttingen 2005, ISBN 978-3-89244-950-8.
- Mit Uta Lass: Erinnern und behalten: Wege zur Erforschung des menschlichen Gedächtnisses. Vandenhoeck und Ruprecht, Göttingen 1997, ISBN 978-3-525-82124-4.
- Eye movement research: physiological and psychological aspects. Hogrefe, Göttingen 1988, ISBN 978-3-8017-0288-5.
- European Conference on Eye Movements. Hogrefe, Göttingen 1987, ISBN 978-3-8017-0287-8.
- Mit Dietrich Becker: Allgemeine experimentelle Psychologie. Eine Einführung in die methodischen Grundlagen mit praktischen Übungen für das experimentelle Praktikum. Fischer, Stuttgart 1987, ISBN 978-3-437-00477-3.
- Mit Franz E. Weinert: Graduiertenstudien in der Psychologie. Begründungen, Empfehlungen, Realisierungen. Verlag für Psychologie Hogrefe, Göttingen 1987, ISBN 978-3-8017-0301-1-

Zeitschriftenartikel
- Mit Horst Gundlach: Nachruf auf Werner Traxel. In: Psychologische Rundschau, 2010, 61 (1), S. 51.
- Mit Uta Lass; Song Yan; Guopeng Chen: Position effects in encoding briefly exposed item matrices: Evidence for a reading bias or merely a matter of the selection criterion? In: Psychological Research, 2008, 72 (6), S. 641–647.
- Georg Elias Müller (1850–1934): a Founder of Experimental Memory Research in Psychology. In: Cortex, 2007, 43 (5), S. 579–582.
- Mit Uta Lass; Yufang Yang; Yunqiu Fang: Letter recognition of Germans and Chinese - Similarities in attention allocation and differences in encoding-. In: Zeitschrift für Psychologie/Journal of Psychology, 2003, 211 (1), S. 26–37.
- Mit Uta Lass; Dietrich Becker; Wang Zhongming et al.: Kurzzeitgedächtnisleistungen deutscher und chinesischer Probanden mit verbalen und figuralen Items: zur Funktion von PhonologischerSchleife und visuell-räumlichem Notizblock. In: Experimental Psychology, 2000, 47 (2), S. 77–88.
- Mit Steffen Werner; Christina Saade: Relations Between the Mental Representation of Extrapersonal Space and Spatial Behavior. In: Lecture Notes in Computer Science, 1998.
- Mit Wiebke Osterloh; Antje Ruge: Versuche zur multidimensionalen Skalierung von subjektiven Reizähnlichkeiten auf Grund von Schätzurteilen, Entscheidungszeiten und Verwechslungshäufigkeiten beim Wiedererkennen. In: Psychological Research, 1970, 33 (3), S. 223–241.
- Mit Bernd Neufeldt: Über Zeit- und Höhenmaße der galvanischen Hautreaktion. In: Psychological Research, 1967, 30 (4), S. 400–402.